# Phradis pusillus
Phradis pusillus là một loài tò vò trong họ Ichneumonidae.